# Máximo de Zamudio
Máximo Zamudio (Buenos Aires, Virreinato del Río de la Plata, 25 de septiembre de 1787 - La Paz, Bolivia, 17 de diciembre de 1847) fue un militar argentino que luchó contra las Invasiones Inglesas y por la emancipación de su patria. Tras sumarse al Ejército de los Andes participó de la Expedición libertadora del Perú, integrándose finalmente al ejército de esa república.

## Biografía
Máximo Zamudio nació en Buenos Aires, Virreinato del Río de la Plata el 25 de septiembre de 1787, hijo de Estanislado Zamudio y su esposa Juana Echevarría.
Se distinguió como soldado en las invasiones inglesas de 1806 y 1807 que sufriera el Virreinato del Río de la Plata, tras lo que continuó prestando servicios en la guarnición de Buenos Aires. Durante la asonada de Álzaga del 1 de enero de 1809 enfrentó a un grupo de insurgentes por lo que fue ascendido a portaestandarte del Escuadrón de Húsares.
Adhirió a la Revolución de Mayo de 1810 y formó parte de la Primera expedición auxiliadora al Alto Perú que al mando del coronel Francisco Ortiz de Ocampo marchó a las provincias para promover la causa revolucionaria.
En agosto se desempeñaba como ayudante mayor del 2.º escuadrón del Regimiento Húsares del Rey y bajo el mando del  teniente coronel Antonio González Balcarce participó en la Batalla de Suipacha, actuando como ayudante de órdenes de Juan José Castelli, representante de la Junta.
Por su desempeño fue nombrado capitán de su regimiento, renombrado como Dragones Ligeros del Perú. Continuó como ayudante de Castelli en la batalla de Huaqui y en la posterior retirada a Jujuy.
Continuó en el Ejército del Norte hasta que el 18 de agosto de 1812 fue capturado junto con su hermano Juan Francisco en el encuentro de Cabeza de Buey, motivo por el cual no estuvo presente en las victorias de Tucumán y Salta.  Tras el triunfo patriota en la batalla de Salta, el 21 de marzo de 1813 fue liberado en Oruro por José Manuel de Goyeneche.
Fue ascendido a sargento mayor con el grado de teniente coronel del Regimiento de Caballería de Línea del Perú, estando presente en las batallas de Vilcapugio y Ayohuma.
Tras el repliegue a Jujuy, Zamudio fue puesto por Manuel Belgrano a cargo del Regimiento de Dragones en la Quebrada de Humahuaca.
El 5 de diciembre de 1814 fue ascendido a teniente coronel efectivo de caballería de línea.
Tras ser licenciado en 1815, regresó a Buenos Aires y fue agregado al estado mayor.
En 1819 se incorporó en Chile al ejército del general José de San Martín y participó de la campaña al Perú. Tras su término, en 1822 estableció en la ciudad de Lima un comercio proveyendo vestimentas y armas al ejército, especialmente al Regimiento Río de la Plata.
Se incorporó al ejército peruano alcanzando en 1839 el grado de general de división.
Se afincó luego como minero en Corocorco, Departamento de La Paz, falleciendo en la ciudad de La Paz el 17 de diciembre de 1847.
Tuvo cuando menos dos hijos, Mariano y el ingeniero Adolfo Zamudio.
Una calle de la ciudad que nace en Villa del Parque lleva su nombre. Su nieta, hija de Adolfo, fue la destacada poetisa cochabambina Adela Zamudio.